# Graue Fleischfliege

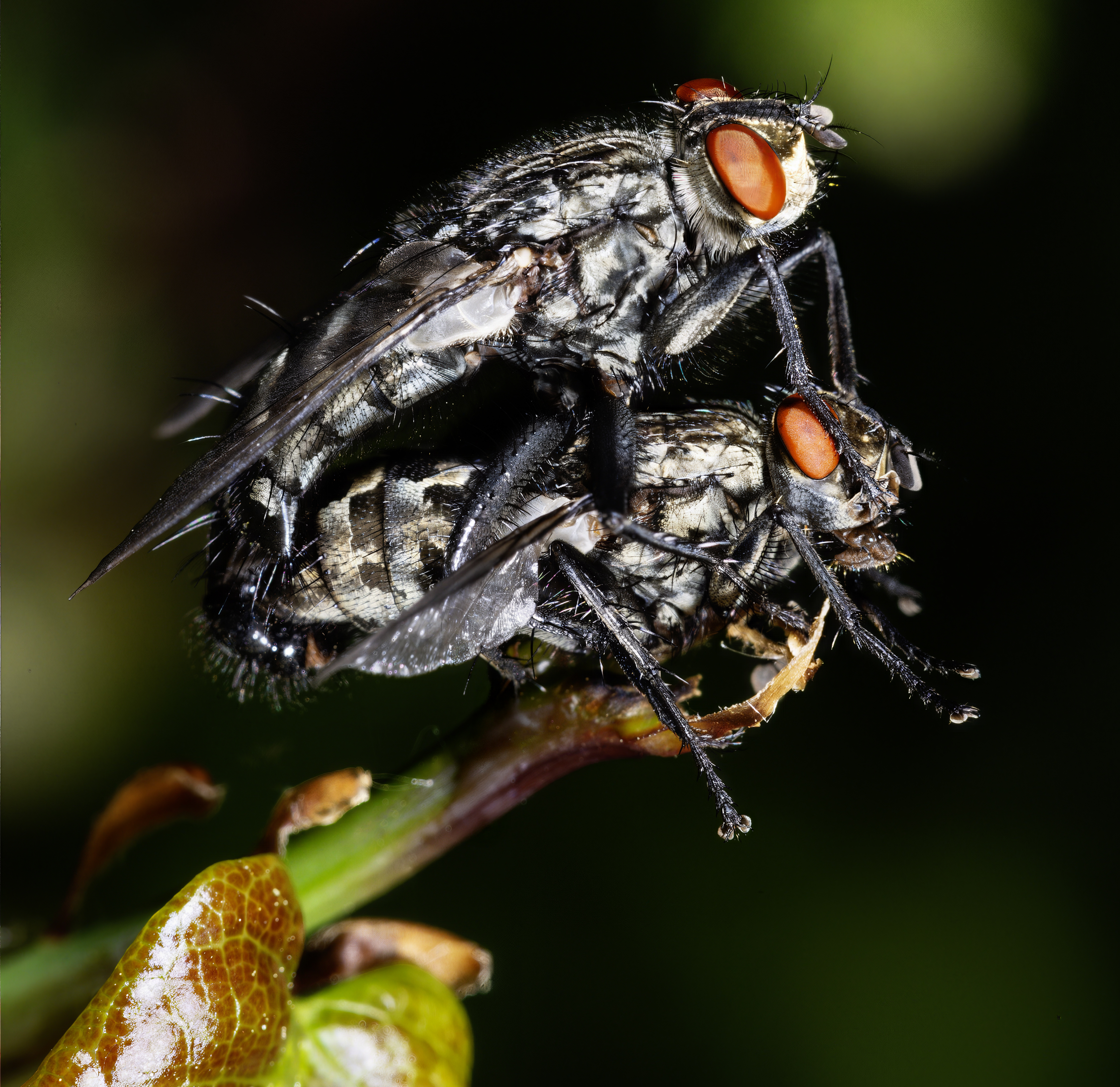
Graue Fleischfliegen bei der Paarung

Die Graue Fleischfliege (Sarcophaga carnaria, auch: Aasfliege) ist eine Fliege aus der Familie der Fleischfliegen (Sarcophagidae).

## Merkmale
Die Tiere haben eine Körperlänge von 8 bis 19 Millimetern. Sie sind hellgrau gefärbt, haben am Thorax dunkelgraue Längsstreifen und am Hinterleib ein schachbrettähnliches Muster aus hell- und dunkelgrauen Quadraten. Von der Seite gesehen ist der Kopf viereckig geformt, die Stirn steht nach vorne. Die der Männchen ist schmal, die der Weibchen ist breit und besitzt zwei Paar kräftige Orbitalborsten. Die roten Facettenaugen sind unbehaart. Die Wangen und der Hinterkopf sind unterseits lang weiß, oberseits schwarz behaart. An den Fühlern ist die dritte Borste länger als die zweite. Die Flügelborste ist lang behaart. Die Sternite des dritten und vierten Segments werden von den Tergiten fast komplett überdeckt.
Von den verwandten Arten der Gattung ist die Art allerdings ausschließlich genitalmorphologisch unterscheidbar. Die Larve ist bisher nicht beschrieben.

## Vorkommen
Die Fliegen kommen in der Paläarktis vor, nördlich bis Nordnorwegen und zur Kola-Halbinsel, östlich durch Südsibirien bis zum Baikalsee. Sie werden bevorzugt an Waldrändern gefunden, sind aber eher lichtliebend (heliophil) und meiden das Waldinnere.

## Lebensweise
Die Imagines fliegen häufig Blüten an und sind auf diesen zu finden. Die Graue Fleischfliege ist, wie fast alle Fleischfliegen, lebendgebärend (larvipar), d. h. das Weibchen legt auf den Wirt frisch geschlüpfte Junglarven, keine Eier, ab. Larven der Art entwickeln sich, vermutlich ausschließlich, als Parasitoide von Regenwürmern. Angaben aus Aas beruhen beinahe mit Sicherheit auf Fehlbestimmungen. Die Art ist daher für die Forensische Entomologie bedeutungslos. Wie viele andere Fleischfliegen kann sie bei hoher Dichte von Fliegenmaden zu räuberischer Ernährung (von anderen Maden) übergehen (sog. schizophage Ernährung).
Die graue Fleischfliege hat mehrere Generationen pro Jahr.